# Lagarto
Os lagartos, como os demais répteis, são animais que apresentam corpo coberto por escamas, 4 membros e cauda. Eles fazem parte da ordem dos Escamados juntamente com as serpentes. São ovíparos e alguns são onívoros, como o Teiú. Apresentam grande variação de tamanho desde poucos centímetros até mais de 1 metro da cabeça à ponta da cauda. Existem mais de 3 mil espécies de lagartos, distribuídos em 45 famílias. Dentre os lagartos mais conhecidos, podemos destacar as iguanas, camaleões e lagartixas.

## Habitat
Os lagartos são animais de sangue frio. Por isso, a maioria deles procura lugares quentes para viver. Muitas espécies habitam regiões tropicais úmidas ou desertos secos. Os lagartos vivem debaixo da terra, sobre o chão ou em árvores e plantas. Algumas espécies passam parte do tempo na água.

## Características físicas
Os lagartos variam mais de tamanho e de forma que qualquer outro grupo de répteis. Alguns medem apenas alguns centímetros. Mas o maior lagarto de todos, o dragão-de-komodo, pode chegar a 3 metros de comprimento. A maioria dos lagartos possui quatro pernas fortes, mas alguns não têm pernas. Assim, ficam parecidos com cobras ou serpentes e frequentemente são confundidos com elas. Porém, eles possuem pálpebras e aberturas auriculares, isto é, ouvidos. Geralmente também têm a cauda longa.
A maioria dos lagartos tem escamas secas cobrindo o corpo. As escamas são pequenas placas lisas ou rugosas, com frequência marrons, verdes ou cinzentas.
Muitos lagartos possuem características singulares. Alguns têm chifres ou espinhos. Outros têm uma placa óssea em volta do pescoço. Essas características os ajudam a amedrontar seus inimigos e a mantê-los a distância. Algumas espécies possuem pregas de pele adicional nas laterais do corpo; quando as abrem, elas parecem asas, e esses lagartos conseguem planar de uma árvore para outra.
Três espécies de lagartos são peçonhentos: o monstro-de-gila, que é muito vistoso e vive no sudoeste dos Estados Unidos, o lagarto-de-contas, do México, e o dragão-de-komodo. A peçonha deles é forte o suficiente para matar uma pessoa.

## Comportamento
A maioria dos lagartos é ativa durante o dia e repousa à noite. As lagartixas, porém, geralmente são ativas do anoitecer até o raiar do dia. Os diferentes tipos de lagarto se locomovem de maneiras diversas. A maioria corre sobre quatro pernas, mas alguns correm mais velozmente sobre as patas traseiras, apenas levantando a parte da frente do corpo. Os lagartos sem pernas se locomovem do mesmo modo que as serpentes.
Muitos lagartos conseguem mudar sua coloração escura e discreta por uma cor mais viva e forte. Fazem isso quando tentam atrair um lagarto do sexo oposto ou assustar outro animal. Para alguns lagartos, a mudança de cor é um meio de comunicar-se com outros lagartos, faz parte de sua linguagem. A temperatura e a luz também afetam as mudanças de cor.
Os lagartos passam boa parte do tempo procurando alimento. A maioria deles se alimenta de insetos, mas alguns comem sementes e plantas. Os lagartos podem escavar a terra em busca de alimento, mas também podem aguardar sua presa se aproximar e então avançar de repente para agarrá-la.
A maioria dos lagartos foge de seus inimigos. Mas às vezes é impossível evitar um deles. Quando isso acontece, ele se infla de ar e fica ereto. Isso faz o lagarto parecer maior e mais assustador.
Muitos lagartos usam a cauda para escapar de seus inimigos. Ela se desprende do corpo quando é tocada e então fica se retorcendo no chão. A cauda em movimento distrai a atenção do inimigo e, enquanto isso, o lagarto escapa. Geralmente uma cauda nova se desenvolve no lugar da que caiu.

## Reprodução
A maioria dos lagartos se reproduz botando ovos. As fêmeas da maioria das espécies botam vários ovos de uma vez, mas as de alguns tipos de lagartos põem apenas um ou dois ovos. A casca deles é resistente, lembrando couro. Os lagartos costumam enterrá-los ou escondê-los debaixo de folhas. Em algumas poucas espécies, as fêmeas ficam vigiando os ovos até eles eclodirem, mas a maioria dos lagartos abandona-os depois de botá-los. Alguns poucos tipos de lagartos dão à luz filhotes vivos, em vez de botar ovos.

## Os lagartos e os seres humanos
Em algumas partes do mundo, as pessoas comem lagartos grandes, como iguanas, ou, em caso de necessidade, até espécies menores, como os calangos. Muitos lagartos pequenos são úteis às pessoas porque se alimentam de insetos.
As atividades humanas vêm ameaçando a sobrevivência de algumas espécies de lagarto. A derrubada de árvores para criar espaço para construções destruiu o habitat de alguns lagartos. Outro fator que reduz seu número é a captura e a venda de lagartos para servir de animais de estimação. O grande dragão-de-komodo da Indonésia, por exemplo, foi quase exterminado; hoje ele é protegido por lei.

## Taxonomia
Infraordem Iguania

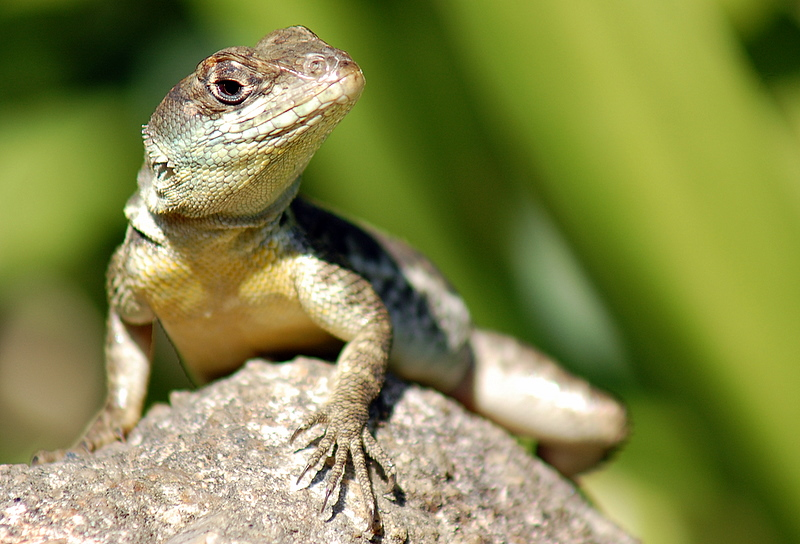
Lagarto em destaque.

- Família Corytophanidae - basiliscos
- Família Iguanidae - iguanas
- Família Phrynosomatidae
- Família Polychrotidae
- Família Leiosauridae
- Família Tropiduridae
- Família Liolaemidae
- Família Leiocephalidae
- Família Crotaphytidae
- Família Opluridae
- Família Hoplocercidae
- Família Agamidae
- Família Chamaeleonidae - camaleões

Infraordem Gekkota
- Família Gekkonidae - geckos ou lagartixas
- Família Pygopodidae
- Família Dibamidae

Infraordem Scincomorpha
- Família Scincidae - scincos
- Família Cordylidae
- Família Gerrhosauridae
- Família Xantusiidae
- Família Lacertidae
- Família Teiidae
- Família Gymnophthalmidae

Infraordem Diploglossa
- Família Anguidae
- Família Anniellidae
- Família Xenosauridae

Infraordem Platynota
- Família Varanidae - lagartos varanos e monitores
- Família Lanthanotidae
- Família Helodermatidae - monstro-de-gila
- Família Mosasauridae - mosassauros (extintos)

## Galeria de fotos

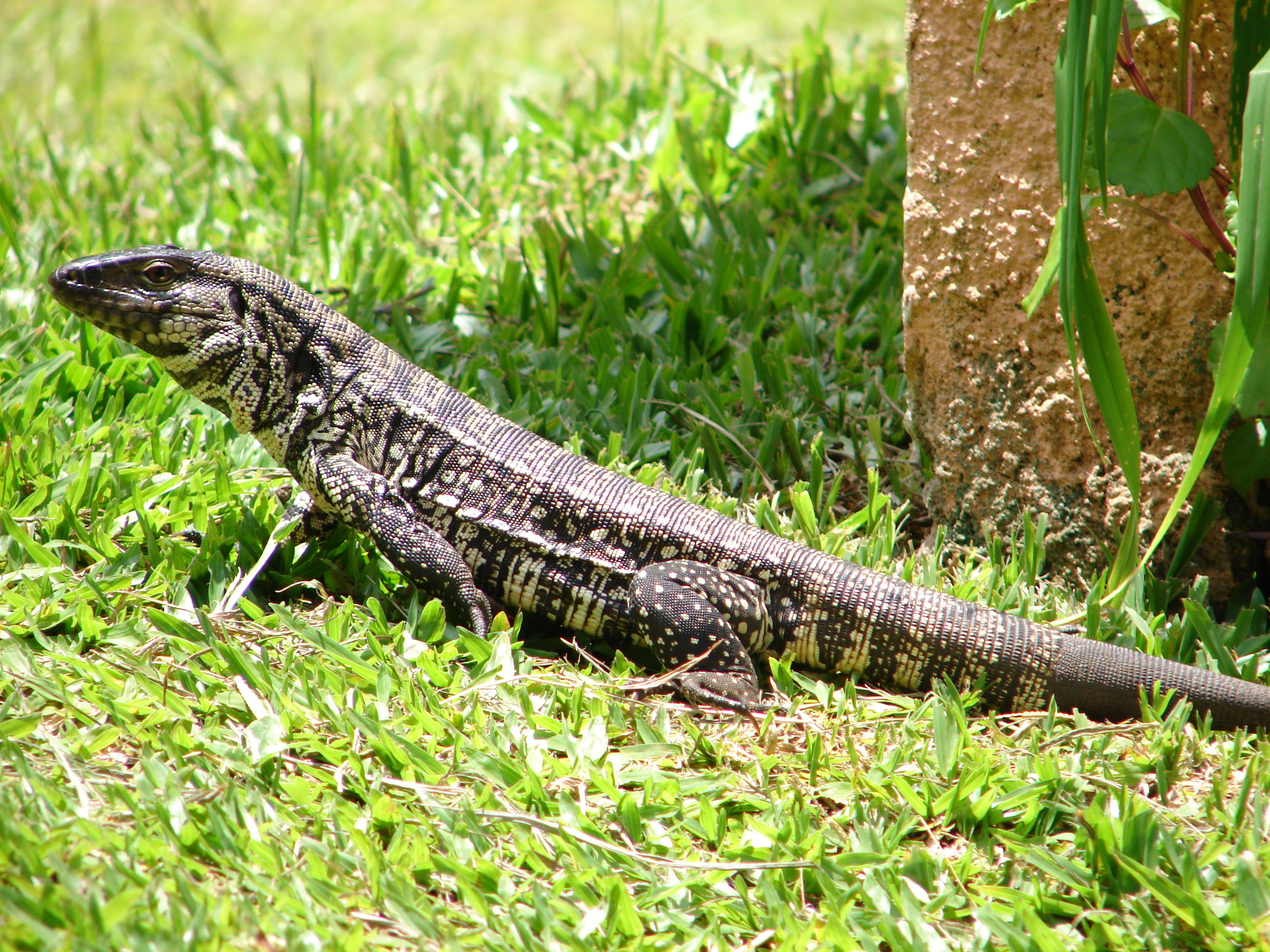
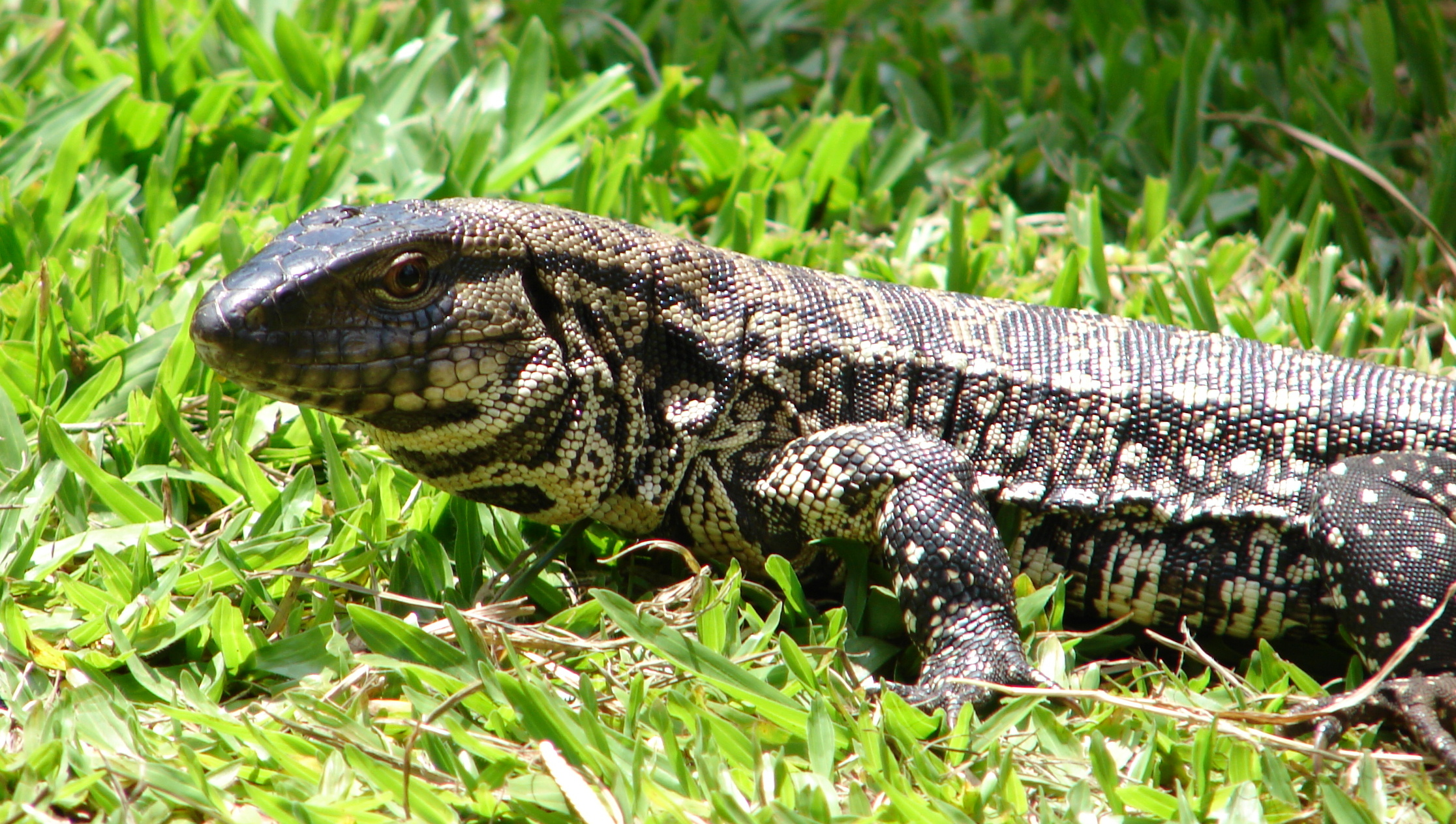
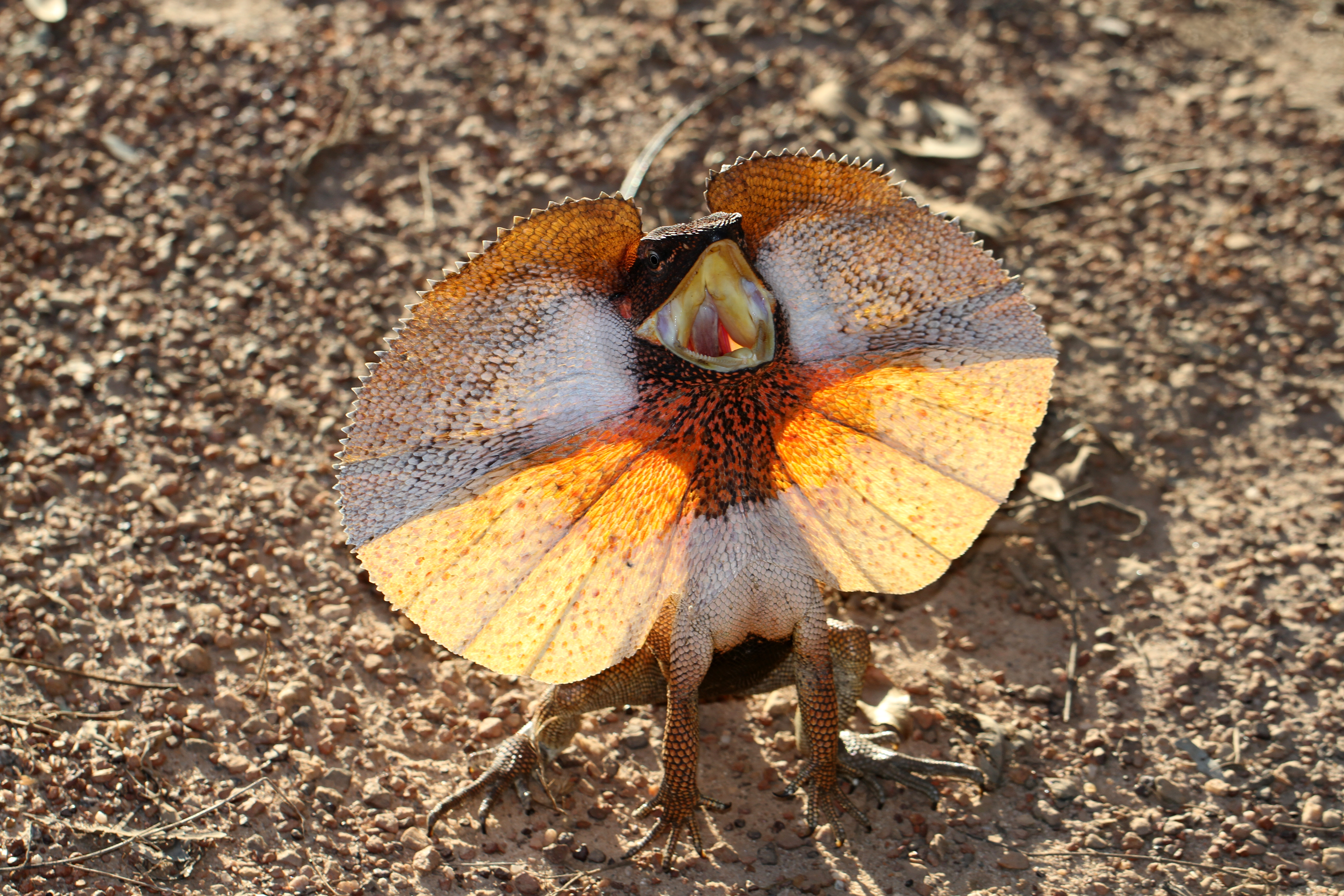
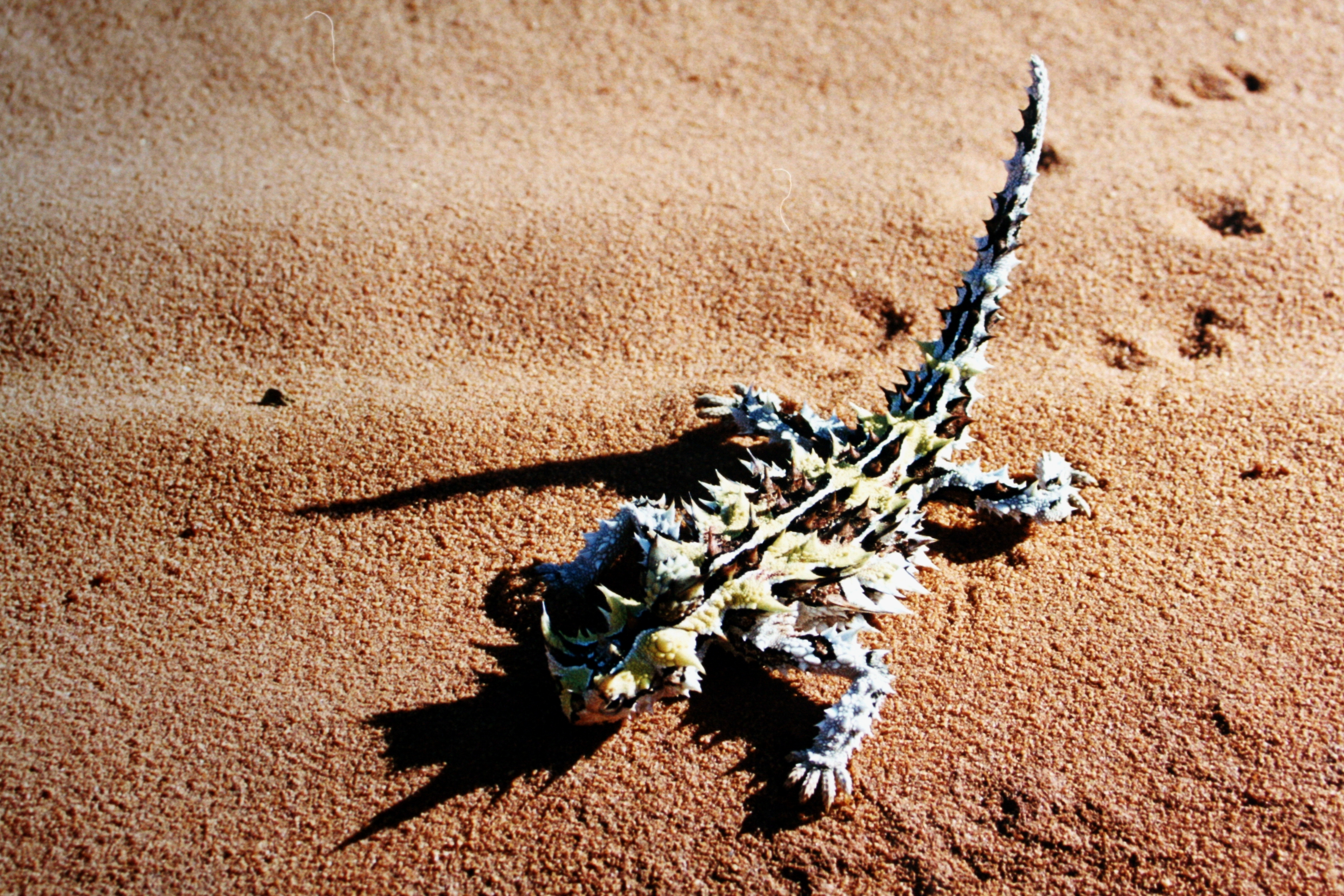
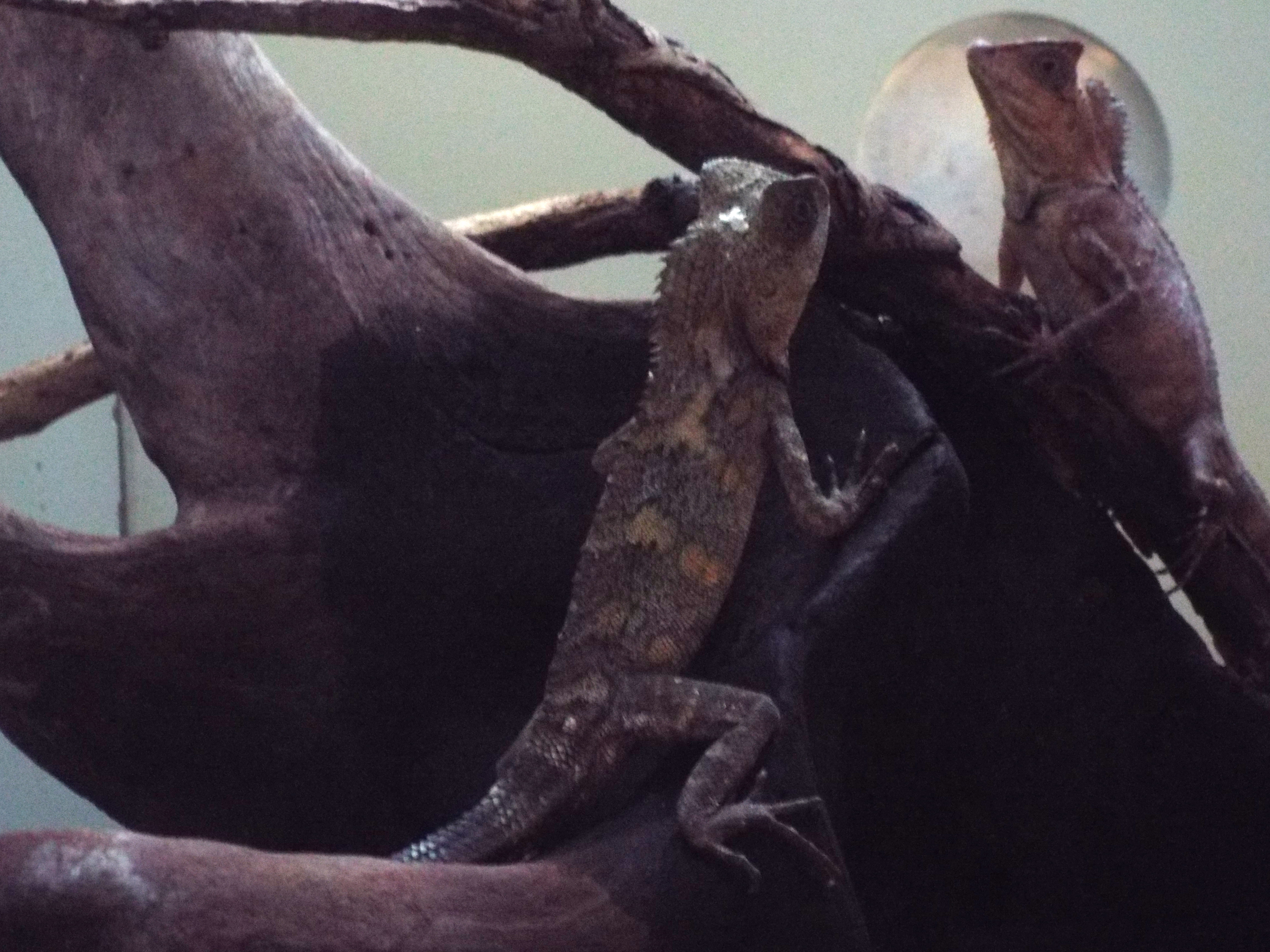
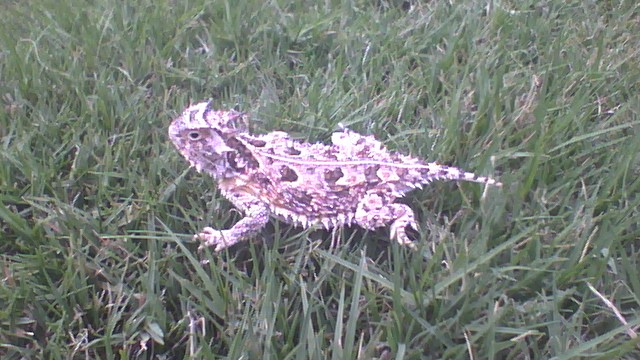
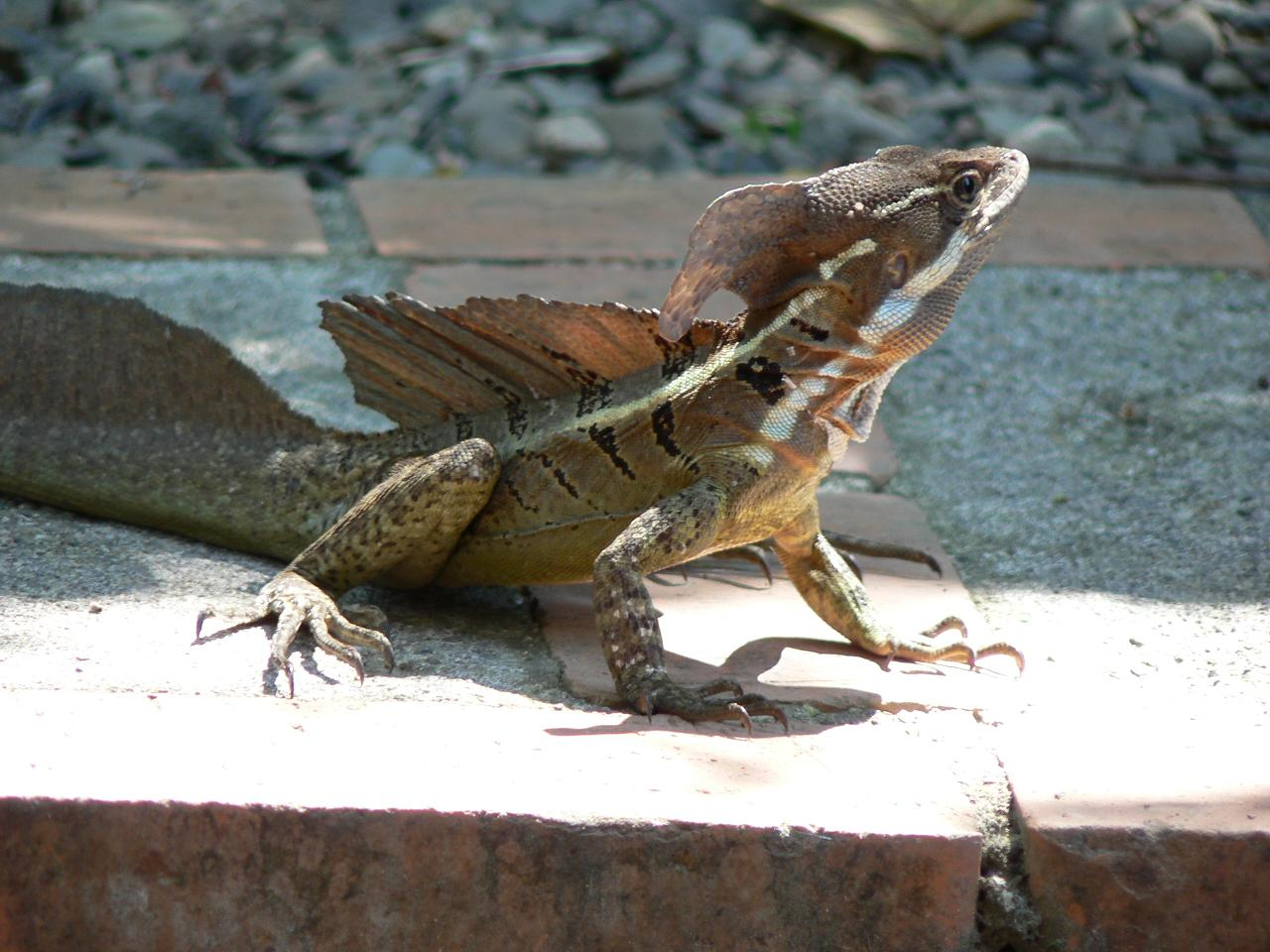